# Мерфи, Генри Круз
Генри Круз Мерфи (англ. Henry Cruse Murphy; 5 июля 1810, Бруклин — 1 декабря 1882, Бруклин) — американский юрист, политический деятель, бизнесмен, историк. В разное время занимал пост мэра города Бруклина, члена Палаты представителей США, посла США в Нидерландах и сенатора штата Нью-Йорк. Основал и был первым редактором газеты Brooklyn Eagle. Автор монографий по исследованиям Генри Гудзона. Перевёл несколько исторических работ, изданных на голландском языке. Помимо политической и литературной карьеры, участвовал в реализации нескольких знаковых бизнес-проектов, связанных со строительством железных дорог и Бруклинского моста. Умер в Бруклине в 1882 году, похоронен на кладбище Грин-Вуд.

## Ранние годы
Родился в семье Джона Гаррисона Мерфи и Клариссы Раньон в Бруклине, 5 июля 1810 года; был старшим ребёнком в семье. Отец был судьёй, а также занимался бизнесом — среди его достижений было изобретение рулевого колеса на лошадиной тяге, которое позволяло менять направление движения парома без необходимости разворачиваться. В 1830 году окончил колледж при Колумбийском университете, в котором изучал право у нью-йоркского судьи Питера Рэдклиффа.
1833 году был принят в бруклинскую коллегию адвокатов, получив возможность начать собственную юридическую практику. Быстро продвигаясь по служебной лестнице, вскоре уже занимал пост городского прокурора (англ. city attorney) и корпоративного юрисконсульта (англ. corporation counsel). В 1835 году совместно с Джоном Лоттом (John A. Lott) и Джоном Вандербильтом (John Vanderbilt) основал юридическую фирму Lott, Murphy and Vanderbilt, которая на протяжении более двадцати лет оставалась ведущей в своей области в городе и округе.
Мерфи с молодости довольно активно участвовал в общественной и политической жизни США в целом и Бруклина (получившего статус города в 1834 году) в частности. Он был автором публикаций в нескольких периодических изданиях того времени, в том числе журналах North American Review, Atlantic Monthly и Brooklyn Advocate.

## Политическая карьера
Мерфи рано стал известен в политических кругах. В 1834 году был выбран делегатом регионального съезда Демократической партии в Херкимере (штат Нью-Йорк), на котором выступил против доминировавшего тогда политического фаворитизма. За полгода до парламентских выборов в октябре 1841 года совместно с Айзеком ван Анденом организовал печатную дискуссионную площадку под названием «The Brooklyn Eagle, and Kings County Democrat», затем переформатированную в ежедневную газету Brooklyn Eagle, и стал её первым главным редактором.
В следующем, 1842 году, Мерфи был избран мэром Бруклина. Первым решением нового градоначальника стало сокращение собственной зарплаты; в целом во время своего правления он вёл политику уравнивания расходов в соответствии с доходами. Ещё до истечения срока полномочий на посту мэра Мерфи был избран членом двадцать восьмого Конгресса и занял своё место в Палате представителей в 1843 году.
В Палате представителей прослужил два срока — с 1843 по 1845 и с 1847 по 1849 годы. Выступал за отмену рабства и свободную торговлю. В целом поддерживал аннексию Техаса, но предлагал отложить её, чтобы дать Мексике возможность дать своё согласие. Содействовал строительству сухого дока на военно-морской верфи в нью-йоркской бухте.
В 1852 году был делегатом Национального съезда Демократической партии в Балтиморе, на котором рассматривался в качестве кандидата в президенты США. Когда съезд зашёл в тупик после 48 безуспешных голосований по выбору того или иного претендента, делегация из Виргинии выдвинула компромиссную фигуру Франклина Пирса — северянина, чьи взгляды на рабство были приемлемы для южан. Голосование между кандидатурами Мерфи и Пирса показало перевес в один голос в пользу последнего — в конечном счёте Пирс выиграл выборы и занял кресло в Белом доме.
В 1857—1861 годах работал послом США в Нидерландах. В 1850-е — начале 1860-х годов годы политический климат в Бруклине и Нью-Йорке изменился, к власти пришли коррумпированные чиновники Уильям Твид в Нью-Йорке и Хью Маклафлин в Бруклине. После возвращения на родину Мерфи несколько раз пытался вернуться в Конгресс, но каждый раз терпел неудачу вследствие противодействия политической машины демократов Таммани-холл. Ему всё же удалось избраться в Сенат штата Нью-Йорк, где он прослужил с 1862 по 1873 год.

## Бруклинский мост
Генри Мерфи сыграл ключевую роль в появлении Бруклинского моста, связывающего Бруклин с Нью-Йорком. Большую часть XIX века сообщение между этими двумя городами, ограниченными проливом Ист-Ривер, осуществлялось с помощью парома. Идея строительства моста возникла ещё на рубеже XVIII—XIX веков, однако её осуществление по ряду причин считалось чересчур дорогостоящей, если вообще выполнимой задачей, исходя из достижений технологий в то время.
Благодаря относительно тёплому климату и солёной морской воде пролив обычно не замерзает. Однако в холодную зиму 1866—1867 годов на Ист-Ривер образовался толстый слой льда, и связь между населёнными пунктами прервалась. К Мерфи с просьбой о рассмотрении возможности строительства переправы обратился известный строительный подрядчик Уильям Кингсли. Если до разговора двух джентльменов, состоявшегося 21 декабря 1866 года, Мерфи скептически относился к осуществимости проекта, то после него стал его последовательным сторонником.
25 января 1867 года Мерфи представил законопроект о строительстве моста в Сенате штата Нью-Йорк. В апреле того же года законопроект был принят большинством голосов сенаторов. Согласно решению, была создана частная корпорация New York Bridge Company с уставным капиталом 5 млн долларов, выпускавшая акции за счёт средств городских советов Бруклина и Нью-Йорка, а также средств частных инвесторов, и осуществлявшая общее управление строительством. Президентом корпорации и главой Совета директоров был избран Генри Мерфи.
Мерфи руководил строительством четырнадцать лет вплоть до своей внезапной смерти от пневмонии в декабре 1882 года, за несколько месяцев до официального открытия моста.

## Брайтон-Бич и железная дорога
Генри Мерфи стоял у истоков нью-йоркского метрополитена. В 1868 году на побережье в южной части Бруклина была образована курортная зона, появились фешенебельные отели для состоятельных постояльцев. Десятилетие спустя группа бизнесменов, возглавляемая Мерфи, организовала конкурс на название местности к западу от Манхэттен-Бич, победителем которого стало словосочетание Брайтон-Бич в честь пляжей английского Брайтона. Для привлечения клиентов между Атлантик-авеню в Нижнем Бруклине и островом Кони-Айленд эта же группа инвесторов построила частную железную дорогу Brooklyn, Flatbush and Coney Island Railroad (во владение железной дороги так же входил отель Brighton Beach Hotel на берегу). Генри Мерфи занимал должность президента железнодорожной фирмы со времени открытия в 1878 году вплоть до своей смерти в 1882 году. Впоследствии железная дорога была расширена и вошла в состав городского метрополитена, став «линией Брайтон, Би-эм-ти».

## Общественная деятельность
Помимо политической и коммерческой деятельности, Мерфи интересовался ранней историей нью-йоркской колонии. Он был основателем Исторического общества Лонг-Айленда и Бруклинской городской библиотеки. Перевёл с голландского языка «Путешествие из Голландии в Америку в 1632—1644 годах» мореплавателя Дэвида Питерса де Фриза (1593—1655) и «Журнал путешествия в Нью-Йорк в 1679—1680 годах» Джаспера Данкертса (Jasper Danckaerts).
Во время пребывания в Гааге выпустил две монографии: «Генри Гудзон в Голландии: происхождение и цели путешествия, которое привело к открытию реки Гудзон» (1859) и «Якоб Стендам, Нох Вэстер: Мемуары первого поэта в Новых Нидерландах, с его стихотворениями, описывающими колонию» (1861).